# Санін Дмитро Петрович
Дмитро Петрович Санін (16 січня 1979, Луцьк) — український кінооператор та телеоператор.

## Життєпис
2001 року закінчив Київський театральний інститут імені Івана Карпенка-Карого, кафедра операторської майстерності, майстерня В.С. Верещака
Протягом 2001—2008 років Дмитро зняв серію документальних фільмів та тревел-програм: «Транссибірська подорож Пауло Коеліо», 2 сезони «Подорожі до Африки з командою EQUITAS», публіцистично-документальний серіал «Паломник» тощо.
З 2005 по 2008 роки — оператор-постановник на ТРК «Глас»
З 2008 по 2012 роки працює в Шустер Студіо (3S), головний оператор і художник по світлу політичного ток-шоу Шустер LIVE та інших програм студії.
З 2012 по 2022 працює на телепрограмі "Подробиці тижня" головним оператор та художником по світлу.
З 2018 співзасновник та директор Sanin's Production.

## Сім'я
Одружений з українською письменницею та медіаторкою Тетяною Саніною, двоє дітей.
Двоюрідний брат — українського кінорежисера та актора Олеся Саніна.

## Фільмографія
2024 - "Нескінченний Лютий" Sanin`s Production, на замовлення Національного телемарафону   
2024 - "Щит Європи" Sanin`s Production, на замовлення Національного телемарафону 
2024 - документальний серіал "Під небом" (реж. В. Єрмоленко)
2023 - "Інтернаціональний фронт" (реж. О. Кірієнко) 
2023 - «Кобзарство» (реж. О. Санін) 
2023 - «l’ARTE della Guerra», RAI Італія
2023 - документальний серіал «Армія Спасіння» (реж. Н. Зуєва), 
2023 - «Крим. Звільнення» (реж. С. Лисенко)
2022 - "Україна Долаючи темряву" (реж. Р. Батицкий та інші)
2022 - "Маріуполь. Поза зоною", (автор Г. Стамбула) 
2022 - "Маріуполь. Зона відчуження" (автор Г. Стамбула)
2022 - "Там де серце" (автор Г. Стамбула)
2022 - "Білий ангел" (реж. Н. Зуєва)
2022 — короткометражний х/ф "Блуд і Кавун", (реж. О.Володкевич) 
2021— кінофільм «The war in the fifth domain» (Франція, Україна, реж Є.Кошин та Х.Садре) 
2021— документальний серіал «Колапс: як українці зруйнували Імперію Зла», (реж. С. Лисенко)
2021 — документальний фільм «Звільнити Віталія  Марківа», (реж. О. Санін), 
2019 — к/ф «Тільки Диво» (режисер О. Каретник)
2017 — докудрама «Переломний момент: Війна за демократію в Україні» (США, Україна), (реж М.Дж. Гарріс та Олесь Санін) 
2017 — короткометражний х/ф «Кадет» із серії «Дивись українське» (реж. О.Столяров)
2016 — короткометражний х/ф «День Нептуна» (реж. В. Ющенко) 
2016 — короткометражний х/ф «Місія Помічники» (реж. О.Каретник)
2007 — х/ф «Сказка о женщине и мужчине» (реж. Л. Карпов)
2007 — х/ф «Семь дней до свадьбы», (реж. С.Лисенко)
2006 — х/ф «Елка, кролик, попугай» (реж. А. Бенкендорф)
2006 — х/ф «Черно-белая Африка» (реж. О.Столяров)

## Нагороди
2020 — Міжнародний кінофестиваль для дітей та юнацтва «WonderFest», Румунія.  У номінації «Краще візуальне рішення та операторська робота» за к/ф «Тільки Диво».